# Municipio de Long Creek (condado de Boone)
El municipio de Long Creek (en inglés: Long Creek Township) es un municipio ubicado en el condado de Boone en el estado estadounidense de Arkansas. En el año 2010 tenía una población de 902 habitantes y una densidad poblacional de 8,77 personas por km².

## Geografía
El municipio de Long Creek se encuentra ubicado en las coordenadas 36°22′46″N 93°12′51″O / 36.37944, -93.21417. Según la Oficina del Censo de los Estados Unidos, el municipio tiene una superficie total de 102.89 km², de la cual 102,71 km² corresponden a tierra firme y (0,18 %) 0,18 km² es agua.

## Demografía
Según el censo de 2010, había 902 personas residiendo en el municipio de Long Creek. La densidad de población era de 8,77 hab./km². De los 902 habitantes, el municipio de Long Creek estaba compuesto por el 96,67 % blancos, el 0,11 % eran afroamericanos, el 0,78 % eran amerindios, el 0,11 % eran asiáticos, el 0,67 % eran de otras razas y el 1,66 % eran de una mezcla de razas. Del total de la población el 2,88 % eran hispanos o latinos de cualquier raza.